# Rezső Wanié
Rezső Wanié   (Szeged, 1908 - 1986) va ser un nedador hongarès que va competir durant la dècada de 1920. Era germà del també nedador András Wanié.
El 1928 va prendre part en els Jocs Olímpics d'Estiu d'Amsterdam, on va disputar tres proves del programa de natació. Fou quart en els 4x200 metres lliures, mentre en els 100 i 400 metres lliures quedà eliminat en sèries.
En el seu palmarès destaca una medalla de plata al Campionat d'Europa de 1927 en la prova dels 4×200 metres lliures.